# Samuel Dieudonné Moth
Pour les articles homonymes, voir Moth.
Samuel Dieudonné Moth est un député camerounais.

### Origines et formation
Samuel Dieudonné Moth est originaire de Iboti, dans la communauté Banen. Samuel Dieudonné Moth est membre du Rassemblement démocratique du peuple camerounais (RDPC) de Yingui et à la suite des élections législatives des 9 février et 22 mars 2020, il est élu député de la 10ème législature de la circonscription du Nkam (région du Littoral).

### Carrière
Samuel Dieudonné Moth est un comptable de métier